# Troms og Finnmark
Troms og Finnmark (nordsamisk: Romsa ja Finnmárku, kvensk: Tromssa ja Finmarkku) var et fylke der blev oprettet den 1. januar 2020 som en del af regionsreformen i Norge. Fylket består af de tidligere fylker Troms og Finnmark, samt Tjeldsund kommune i Nordland. Den 1. januar 2019 blev tidligere fylkesmann i Troms, Elisabeth Aspaker fylkesmann for Troms og Finnmark, med sæde i Vadsø.Fra 1. Januar 2024 er Troms og Finnmark igen to forskellige fylker efter at have været tvangsammenslået af Høyre/Frp-regeringen.

## Aftalen om sammenlægning af Troms og Finnmark
- Det nye storfylke skal hedde Troms og Finnmark.
- Den politiske ledelse skal ligge i Tromsø.
- Det nye fylkesting får 57 medlemmer.
- Øverste administrative leder skal have sæde i Tromsø, dvs. fylkesrådmanden og øvrige politiske topfigurer.

## Folkeafstemning om sammenlægning
Den fremforhandlede aftale mødte modstand i Finnmark, og blev 15. marts stemt ned i Finnmark fylkesting (21 mod – 11 for). I stedet vedtog fylkestinget en folkeafstemning om sammenlægning af Troms og Finnmark, som blev afholdt 14. maj 2018. Samtidig viste meningsmålinger i begge fylker massiv modstand mod sammenlægning og støtte til folkeafstemning.
På stemmeseddelen blev vælgerne spurgt: «Ønsker du at Finnmark fylke skal slås sammen med Troms fylke?» med valgmulighederne «Ja» og «Nei».58 % af de stemmeberettigede stemte og resultatet blev et flertall (87 %) mod fylkessammenlægning. På forhånd havde fylkesordfører Ragnhild Vassvik udtrykt håb om over 75 % valgdeltagelse.
Efter afstemningen udtalte kommunalminister Monica Mæland, at folkeafstemningen i Finnmark ikke kunne omgøre stortingsvedtagelsen.

## Geografi og demografi
- Fylkets areal omfatter ca. 74.828 kvadratkilometer - af dette 65 % i nuværende Finnmark.[10]
- Fylkets folketal er ca. 244.000 indbyggere - af dette 68 % i nuværende Troms.[11]
- Fylkets største by er Tromsø - med ca. 76.000 indbyggere.

## Kommuner
Der er 39 kommuner i fylket fra 1. januar 2020:
- Alta
- Balsfjord
- Bardu
- Berlevåg
- Båtsfjord
- Dyrøy
- Gamvik
- Gratangen
- Hammerfest (Hammerfest, Kvalsund)
- Harstad
- Hasvik
- Ibestad
- Karasjok
- Karlsøy
- Kautokeino
- Kvæfjord
- Kvænangen
- Kåfjord
- Lavangen
- Lebesby
- Loppa
- Lyngen
- Målselv
- Måsøy
- Nesseby
- Nordkapp
- Nordreisa
- Porsanger
- Salangen
- Senja (Berg, Lenvik, Torsken, Tranøy)
- Skjervøy
- Storfjord
- Sørreisa
- Sør-Varanger
- Tana
- Tjeldsund (Skånland, Tjeldsund)
- Tromsø
- Vadsø
- Vardø

## Byer
De største byer i fylket, rangeret efter indbyggertall 1. januar 2017 (kommune i parentes):
| - Tromsø - 38.980 (Tromsø) - Harstad - 20.953 (Harstad) - Tromsdalen - 16.787 (Tromsø) - Alta - 15.094 (Alta) - Kvaløysletta - 8.681 (Tromsø) - Hammerfest - 8.052 (Hammerfest) - Vadsø - 5.064 (Vadsø) - Finnsnes - 4.658 (Senja) - Kirkenes - 3.566 (Sør-Varanger) - Bjørnevatn - 2.579 (Sør-Varanger) - Honningsvåg - 2.484 (Nordkapp) - Setermoen - 2.464 (Bardu) - Skjervøy - 2.460 (Skjervøy) | - Lakselv - 2.283 (Porsanger) - Båtsfjord - 2.212 (Båtsfjord) - Vardø - 1.875 (Vardø) - Karasjok - 1.844 (Karasjok) - Rypefjord - 1.838 (Hammerfest) - Storslett - 1.837 (Nordreisa) - Hesseng - 1.733 (Sør-Varanger) - Silsand - 1.583 (Senja) - Sørreisa - 1.538 (Sørreisa) - Borkenes - 1.508 (Kvæfjord) - Kautokeino - 1.445 (Kautokeino) - Storsteinnes - 1.076 (Balsfjord) - Andselv - 1.030 (Målselv) |

Alta, Finnsnes, Hammerfest, Harstad, Honningsvåg, Kirkenes, Tromsø, Vadsø og Vardø har bystatus.